# Galina Bogomolova
Pour les articles homonymes, voir Bogomolova.
Galina Bogomolova, née le 15 octobre 1977, est une athlète russe spécialiste de la course de fond. Elle a terminé au pied du podium du 10 000 m lors des championnats d'Europe de Göteborg.

## Palmarès

### Jeux olympiques
- Jeux olympiques de 2004 à Athènes ( Grèce)
  - 22e sur 10 000 m

### Championnats du monde d'athlétisme
- Championnats du monde d'athlétisme de 2003 à Paris ( France)
  - 6e sur 10 000 m
- Championnats du monde d'athlétisme de 2005 à Helsinki ( Finlande)
  - 8e sur 10 000 m
- Championnats du monde d'athlétisme de 2007 à Osaka ( Japon)
  - abandon sur le marathon

### Championnats du monde d'athlétisme en salle
- Championnats du monde d'athlétisme en salle de 2003 à Birmingham ( Royaume-Uni)
  - 6e sur 3 000 m
- Championnats du monde d'athlétisme en salle de 2004 à Budapest ( Hongrie)
  - 11e sur 3 000 m

### Championnats d'Europe d'athlétisme
- Championnats d'Europe d'athlétisme de 2006 à Göteborg ( Suède)
  - 4e sur 10 000 m